# Te cunosc de undeva! (Sezonul 17)
Sezonul 17 al emisiunii de divertisment Te cunosc de undeva! a debutat la Antena 1 pe 30 aprilie 2022.
Emisiunea a fost prezentata de Alina Pușcaș și Pepe.
Juriul este format din Andreea Bălan, Ozana Barabancea, Aurelian Temișan și Cristian Iacob

## Distribuția

### Cupluri de vedete
- Ilona Brezoianu și Florin Ristei
- Maria Buză și Paula Chirilă
- Emi și Cuza (Noaptea Târziu)
- Ana Odagiu și Monica Odagiu
- Carmen Chindriș și Romică Țociu
- Anisia Gafton și Ionuț Rusu
- Jazzy Jo și Zarug
- Alexia Talavutis și Dima Trofim

### Juriul
- Andreea Bălan
- Ozana Barabancea
- Aurelian Temișan
- Cristian Iacob
- Mihai Petre - doar finala, în locul Andreei Bălan, care a plecat în competiția America Express

Din opt cupluri, doar patru au intrat în finală în cursa pentru premiul cel mare de 15.000 de euro: Emi și Cuza, Ilona Brezoianu și Florin Ristei, Alexia și Dima, Romică Țociu și Carmen Chindriș.
Emi și Cuza au câștigat marele premiu în valoare de 15.000 de euro, care va fi donat în totalitate unei familii cu nevoi. Ilona Brezoianu și Florin Ristei s-au clasat pe locul 2, Alexia Talavutis și Dima Trofim s-au clasat pe locul 3, iar Carmen Chindriș și Romică Țociu s-au clasat pe locul 4.

### Jurizare
După ce concurenții și-au făcut transformările, fiecare din membrii juriului acordă note de la 5 la 12. După notarea cuplurilor se alcătuiește un clasament provizoriu al juriului. La acest clasament se adaugă punctele acordate de concurenți. Și anume, fiecare dintre concurenți avea la dispoziție cinci puncte pe care să le acorde cuplului preferat.
La finalul ediției, primele trei cupluri care au acumulat cele mai multe puncte, alături de echipa care va câștiga duelul, vor intra în marea finală și în cursa pentru premiul cel mare de 15.000€, care va fi donat în scop caritabil.

## Interpretări
Legendă:
     Câștigător
| Concurent                        | Ediția 1                             | Ediția 2                   | Ediția 3                                 | Ediția 4                      | Ediția 5              | Ediția 6                   |
| -------------------------------- | ------------------------------------ | -------------------------- | ---------------------------------------- | ----------------------------- | --------------------- | -------------------------- |
| Ilona Brezoianu și Florin Ristei | Zdob și Zdub & Loredana              | P!nk și Sam Smith          | Maroon 5 și Christina Aguilera           | Ariana Grande și John Legend  | Cher                  | Benone Sinulescu           |
| Maria Buză și Paula Chirilă      | Måneskin                             | Rod Stewart și Tina Turner | Madonna și Britney Spears                | Ionel Tudorache               | Gipsy Kings           | Gloria Gaynor              |
| Emi și Cuza                      | Connect-R & Smiley                   | Rednex                     | Bloodhound Gang                          | Sting & Stevie Wonder         | Ni Mo Zou             | Bon Jovi                   |
| Ana Odagiu și Monica Odagiu      | Lady Gaga & Beyonce                  | Robbie Williams            | T.A.T.u.                                 | Ricky Martin și Kylie Minogue | Carmen Chindriș       | El Chombo                  |
| Carmen Chindriș și Romică Țociu  | Pepe                                 | Warren G & Sissel          | Nino D'Angelo                            | Vaya Con Dios                 | Carla's Dreams & EMAA | David Bisbal               |
| Anisia Gafton și Ionuț Rusu      | Earth, Wind & Fire                   | Savoy                      | Spike                                    | Jaga                          | Boney M               | Vita de vie                |
| Jazzy Jo și Zarug                | Freddie Mercury & Montserrat Caballé | Nicolae Guță și Sorina     | Elton John & Dua Lipa                    | Delia & Grasu XXL             | Mirabela Dauer        | Las Ketchup                |
| Alexia Talavutis și Dima Trofim  | Michael Jackson                      | Iulia Vântur și Mika Singh | Viorica de la Clejani & Nelu Ploieșteanu | Black Eyed Peas               | Nirvana               | Lady Gaga & Bradley Cooper |

| Concurent                        | Ediția 7                     | Ediția 8                       | Semifinala                          | Finala                              |
| -------------------------------- | ---------------------------- | ------------------------------ | ----------------------------------- | ----------------------------------- |
| Ilona Brezoianu și Florin Ristei | Gusttavo Lima                | Harry Styles & Shania Twain    | John Travolta și Olivia Newton-John | Andrea Bocelli & Celine Dion        |
| Maria Buză și Paula Chirilă      | Fuego                        | Bonnie Tyler                   | Feli și Floarea Calotă              | Maria Lătărețu și Maria Dragomiroiu |
| Emi și Cuza                      | Florin Salam                 | Rag'n'Bone Man                 | Travie McCoy și Bruno Mars          | Robbie Williams                     |
| Ana Odagiu și Monica Odagiu      | Taylor Swift                 | The Baseballs                  | Chicago                             | La Casa de Papel                    |
| Carmen Chindriș și Romică Țociu  | Nat King Cole & Natalie Cole | Elvis Presley                  | Tom Jones și Helene Fischer         | Ștefan Bănică & Andra               |
| Anisia Gafton și Ionuț Rusu      | Vanilla Ice                  | Shawn Mendes și Camila Cabello | Felicia Filip și Cristi Minculescu  | PSY                                 |
| Jazzy Jo și Zarug                | Aretha Franklin              | Edith Piaf                     | Maria Tănase                        | Sabrina                             |
| Alexia Talavutis și Dima Trofim  | Jennifer Lopez & Shakira     | Prince                         | Patrick Swayze și Jennifer Grey     | Meat Loaf & Patti Russo             |